# Нилсвилл (город, Миннесота)
Нилсвилл (англ. Nielsville) — город в округе Полк, штат Миннесота, США. На площади 0,7 км² (0,7 км² — суша, водоёмов нет), согласно переписи 2002 года, проживают 91 человек. Плотность населения составляет 127,4 чел./км².
- Телефонный код города — 218
- Почтовый индекс — 56568
- FIPS-код города — 27-46258[1]
- GNIS-идентификатор — 0657597[2]